# Rhuddlan Castle
Rhuddlan Castle (walisisk: Castell Rhuddlan) er en middelalderborg i Rhuddlan, Denbighshire, Wales. Den blev opført af Edvard 1. i 1277 efter den første af de walisiske krige.
Meget af arbejdet blev styret af stenhuggermesteren James af Saint George. Rhuddlan, der ikke stod færdig før 1282, blev bygget samtidig med Flint Castle, på et tidspunkt, hvor Edvard 1. konsoliderede sin erobring af Wales. Den var midlertidig hjem for hans datter, Elizabeth, der antages at være blevet født der.
I dag er borgen en ruin, der drives som turistattraktion af Cadw.
Resterne af en motte and baileyfæstning opført i 1086, kaldet Twthill, ligger umiddelbart syd for borgen. Den blev opført af Robert af Rhuddlan, der støttede Vilhelm Erobreren.